# محمد مسعودان
محمد علي مسعودان لاعب دولي سابق ومدرب كرة يد جزائري ( Mohamed Ali Messaoudene) 

## الأندية التي دربها
- نادي برقان الكويتي من 2017 إلى 2021 [2]
- نادي الفحيحيل الكويتي 2022
- نادي النصر الكويتي 2022 إلى 2023 [3]
- المنتخب الكويتي لكرة اليد (مساعد مدرب) 2023

## الانجازات
- المركز الثالث في بطولة الدوري الممتاز موسم 2018-2019
- المركز الرابع في البطولة العربية للأندية أبطال الدوري 2019